# Cannizzaro-reactie
De cannizzaro-reactie, vernoemd naar ontdekker Stanislao Cannizzaro, is een (vaak)auto-oxidatiereactie van niet-enoliseerbare (dus meestal aromatische) aldehyden, hoewel ook formaldehyde soms op deze wijze reageert, zoals in de bereiding van trimethylolpropaan.
Twee aldehyde-moleculen reageren met elkaar tot een carbonzuur en een alcohol onder invloed van hydroxide-ionen. Cannizzaro deed deze reactie voor het eerst in 1853, waar hij benzylalcohol en benzoëzuur verkreeg uit de reactie tussen benzaldehyde met potas (kaliumcarbonaat).

## Reactiemechanisme
De eerste reactiestap is nucleofiele additie van de base (bijvoorbeeld het hydroxide-anion) naar de carbonyl-koolstof van de aldehyde. Het gevormde alkoxide wordt gedeprotoneerd waarbij een di-anion wordt gevormd. Dit tussenproduct vereist een sterk basische omgeving.
Beide tussenproducten kunnen verder reageren met aldehyde waarbij een hydride, H−, wordt overgedragen. Deze hydride-overdracht vormt een hydroxyl-anion en een carboxylaat.
Netto wordt er dus een waterstofmolecuul (H+ + H− → H2) weggehaald bij het ene benzaldehyde-molecuul (oxidatie) en overgedragen op een ander benzaldehyde-molecuul (reductie).